# Charlie (Texas)
Charlie es una pequeña comunidad no incorporada en el norte del condado de Clay. La ciudad está ubicada en FM 810, a unas 21 millas al norte de Henrietta y a unas 20 millas al noreste de Wichita Falls.

## Historia
La ciudad fue fundada en 1878 como Big Wichita Valley. Henry T. Dunn construyó una pequeña tienda general justo al sur del río Rojo y luego vendió la tienda a Charlie Taylor a principios de la década de 1880. Posteriormente la ciudad recibió el nombre de Taylor y se abrió una oficina de correos en 1882. A mediados de la década de 1920s, la población de la ciudad había superado los 200 habitantes.
La población de la ciudad disminuyó durante la Gran Depresión y la Segunda Guerra Mundial, y la oficina de correos cerró en la década de 1930. La escuela Charlie conocida como Charlie Common School District #36, se consolidó con las escuelas de Petrolia en 1941. Entre la década de 1970s y principios de la de 2000s, se estimó que la población de la ciudad era de aproximadamente 65.

## Clima
El clima en esta área se caracteriza por veranos calurosos y húmedos e inviernos generalmente templados a fríos. Según el sistema de clasificación climática de Köppen, Charlie tiene un clima subtropical húmedo, abreviado como "Cfa" en los mapas climáticos.